# Canadá nos Jogos Paralímpicos de Verão de 2012
O Canadá participou dos Jogos Paralímpicos de Verão de 2012, que aconteceram na cidade de Londres, no Reino Unido.

## Medalhistas
| Atleta                 | Esporte | Evento                            | Medalha |
| ---------------------- | ------- | --------------------------------- | ------- |
| Valerie Grand-Maison   | Natação | 200 metros medley feminino - SM13 | Ouro    |
| Nathan Stein           | Natação | 50 metros livre masculino - S10   | Prata   |
| Benoît Huot            | Natação | 400 metros livre masculino - S10  | Prata   |
| Summer Ashley Mortimer | Natação | 200 metros medley feminino - SM10 | Prata   |
| Amber Thomas           | Natação | 200 metros medley feminino - SM11 | Bronze  |

## Desempenho

### Bocha
| Atleta           | Evento         | Fase de Grupos/ Eliminatória | Fase de Grupos/ Eliminatória | 16 Avos                | Oitavas de final     | Quartas de final     | Semifinal            | 3°lugar Final        | 3°lugar Final |
| Atleta           | Evento         | Adversário Resultado         | Pos                          | Adversário Resultado   | Adversário Resultado | Adversário Resultado | Adversário Resultado | Adversário Resultado | Pos           |
| ---------------- | -------------- | ---------------------------- | ---------------------------- | ---------------------- | -------------------- | -------------------- | -------------------- | -------------------- | ------------- |
| Brock Richardson | Individual BC1 | bye                          | bye                          | JPN Y. Shibayama D 0-5 | Não avançou          | Não avançou          | Não avançou          | Não avançou          | Não avançou   |

### Natação
Masculino
| Atletas           | Evento                 | Preliminares | Preliminares | Final       | Final       |
| Atletas           | Evento                 | Marca        | Posição      | Marca       | Posição     |
| ----------------- | ---------------------- | ------------ | ------------ | ----------- | ----------- |
| Zack McAllister   | 50 metros livre - S8   | 29s29        | 15º          | Não avançou | Não avançou |
| Nathan Stein      | 50 metros livre - S10  | 23s89 Q      | 2º           | 23s58       |             |
| Issac Bouckley    | 50 metros livre - S10  | 26s06        | 14º          | Não avançou | Não avançou |
| Benoît Huot       | 100 metros livre - S10 | 54s46 Q      | 5º           | 53s32       | 4º          |
| Donovan Tildesley | 100 metros livre - S11 | 1min02s64 Q  | 7º           | 1min02s06   | 7º          |
| Devin Gotell      | 100 metros livre - S13 | 57s75        | 14º          | Não avançou | Não avançou |
| Zack Mcallister   | 400 metros livre - S8  | 4min43s80 Q  | 6º           | 4min39s81   | 6º          |
| Benoît Huot       | 400 metros livre - S10 | 4min15s22 Q  | 2º           | 4min06s58   |             |
| Isaac Bouckley    | 400 metros livre - S10 | 4min16s97 Q  | 3º           | 4min18s53   | 8º          |
| Devin Gotell      | 400 metros livre - S13 | 4min23s84 Q  | 7º           | 4min20s43   | 7º          |

Feminino
| Atletas                | Evento                   | Preliminares | Preliminares | Final       | Final       |
| Atletas                | Evento                   | Marca        | Posição      | Marca       | Posição     |
| ---------------------- | ------------------------ | ------------ | ------------ | ----------- | ----------- |
| Katarina Roxon         | 200 metros medley - SM9  | 2min51s27    | 10º          | Não avançou | Não avançou |
| Summer Ashley Mortimer | 200 metros medley - SM10 | 2min34s44 Q  | 2º           | 2min32s08   |             |
| Aurelie Rivard         | 200 metros medley - SM10 | 2min42s44 Q  | 8º           | 2min37s70   | 6º          |
| Amber Thomas           | 200 metros medley - SM11 | 2min58s76 Q  | 3º           | 2min59s00   |             |
| Valerie Grand-Maison   | 200 metros medley - SM13 | 2min33s26 Q  | 1º           | 2min27s64   |             |
| Rhea Schmidt           | 200 metros medley - SM13 | 2min47s67    | 11º          | Não avançou | Não avançou |

### Tênis em cadeira de rodas
Masculino
| Atleta          | Evento  | Fase de 64                    | Fase de 32                  | Oitavas              | Quartas              | Semifinal            | Final                | Pos.        |
| Atleta          | Evento  | Adversário resultado          | Adversário resultado        | Adversário resultado | Adversário resultado | Adversário resultado | Adversário resultado | Pos.        |
| --------------- | ------- | ----------------------------- | --------------------------- | -------------------- | -------------------- | -------------------- | -------------------- | ----------- |
| Philippe Bedard | Simples | MAR L. Boukartacha V 7-5, 7-2 | ARG G. Fernandez D 0-6, 0-6 | Não avançou          | Não avançou          | Não avançou          | Não avançou          | Não avançou |